# Козлов, Арсентий Ефимович
Арсентий Ефимович Козло́в (23 февраля 1919 — 12 августа 1971) — участник Великой Отечественной войны, командир отделения 258-го инженерно-сапёрного батальона 56-й инженерно-сапёрной бригады 4-й гвардейской армии 3-го Украинского фронта, старший сержант. Герой Советского Союза (1945).

## Биография
А. Е. Козлов родился в деревне Газьба ныне Городокского района Витебской области. Окончил начальную школу. С октября 1939 года на службе в рядах Красной Армии. На фронтах во время Великой Отечественной войны с июня 1941 г.
Отличился при форсировании Дуная в районе населённого пункта Харта (Венгрия). В ночь на 1.12.1944 г. лодки с десантом, направлявшиеся к правому берегу, преодолев больше половины реки, были обнаружены противником, который открыл мощный пулемётный огонь. Под обстрел попала и десантная лодка, командиром расчёта которой был А. Е. Козлов. Он выпрыгнул в воду и погнал лодку к берегу. Будучи раненым осколком гранаты, в числе первых бросился в атаку. От потери крови старший сержант Козлов потерял сознание и был доставлен в госпиталь. Победу встретил в Австрии.
Указом Президиума Верховного Совета СССР от 24 марта 1945 года за образцовое выполнение боевых заданий командования на фронте борьбы с немецко-фашистскими захватчиками и проявленные при этом мужество и героизм старшему сержанту Козлову Арсентию Ефимовичу присвоено звание Героя Советского Союза с вручением ордена Ленина и медали «Золотая Звезда» (№ 4961).
После демобилизации А. Е. Козлов вернулся на родину. Жил в деревне Межа Городокского района. Работал в МТС, совхозе «Межанский».

## Награды и звания
- Герой Советского Союза (24.3.1945)
- Медаль «Золотая Звезда»
- Орден Ленина
- Орден Славы III степени
- Медали

## Память
- В деревне Межа установлен обелиск.
- Именем А. Е. Козлова названа улица в городе Городок и совхоз в Городокском районе.
- Имя А. Е. Козлова присвоено средней школе[2] в агрогородке Межа.
- Имя А. Е. Козлова на Аллее Героев Советского Союза — уроженцев Городокского района (2020), ул. Баграмяна в Городке (Витебская область). На стеле нанесен QR-код, позволяющий узнать информацию, посмотреть архивные фотографии и документы Героя.